# Pinus taiwanensis
Pinus taiwanensis Hayata – gatunek drzewa iglastego z rodziny sosnowatych (Pinaceae). Endemit, występuje tylko na Tajwanie (m.in. Jiayi, Yilan, Nantou, Taizhong). 

## Morfologia
PokrójDuże drzewo o poziomych gałęziach.
PieńProsty, osiąga do 35 m wysokości i 80 cm średnicy. Kora spękana na małe płaty.
LiścieRównowąskie igły wyrastają po 2 na krótkopędach, mniej lub bardziej sztywne, o długości 8–11 cm, brzegiem drobnoząbkowane.
SzyszkiSzyszki nasienne podłużnie jajowate, o długości 6–7 cm. Nasiona oskrzydlone, ze skrzydełkiem o długości 15–18 mm.
Gatunki podobneGatunek ten odróżnia się od P. luchuensis krótszymi igłami, większą liczbą kanałów żywicznych, dłuższymi szyszkami, cieńszą korą.

## Biologia i ekologia
Dwie wiązki przewodzące w liściu. Pochewki liściowe trwałe. Przewody żywiczne w igłach przeważnie 4. Liście półokrągłe w przekroju poprzecznym. 
Gatunek częsty w środkowej części zasięgu na wysokościach 750–3500 m n.p.m. Często tworzy jednogatunkowe lasy porastające duże obszary. 
Występuje w mieszanych lasach iglastych, najczęstszych na wysokościach 1900–2400 m n.p.m., razem z gatunkami: Chamaecyparis formosensis, C. obtusa var. formosana, Taiwania cryptomerioides, Pinus armandii var. masteriana, Picea morrisonicola.

## Systematyka i zmienność
Synonimy: Pinus brevispica Hayata 1913, P. luchuensis sensu Wu 1956 non Mayr 1894, P. luchuensis subsp. taiwanensis (Hayata) D. Z. Li 1997.
Pozycja gatunku w obrębie rodzaju Pinus:
- podrodzaj Pinus
  - sekcja Pinus
    - podsekcja Pinus
      - gatunek P. taiwanensis

P. taiwanensis jest blisko spokrewniona z chińską sosną P. hwangshanensis i japońską P. luchuensis. Bywała traktowana przez różnych autorów jako synonim P. luchuensis lub jej podgatunek. Włączano także do tego gatunku P. hwangshanensis, których łączny zasięg obejmował wyspę Tajwan i część Chin.

## Zagrożenia
Międzynarodowa organizacja IUCN umieściła ten gatunek w Czerwonej księdze gatunków zagrożonych, przyznając mu kategorię zagrożenia LC (least concern), czyli jest gatunkiem o niższym ryzyku wyginięcia. 

## Zastosowanie
Drzewa tego gatunku są ważnym źródłem drewna na Tajwanie.